# Karolinasumphöna
Karolinasumphöna (Porzana carolina) är en liten nordamerikansk fågel inom familjen rallar (Rallidae), nära släkt med europeiska småfläckig sumphönan. Arten uppträder mycket sällsynt i Europa, med tre fynd i Sverige. Fågeln är vida spridd och vanligt förekommande.

## Utseende, läte och fältkännetecken

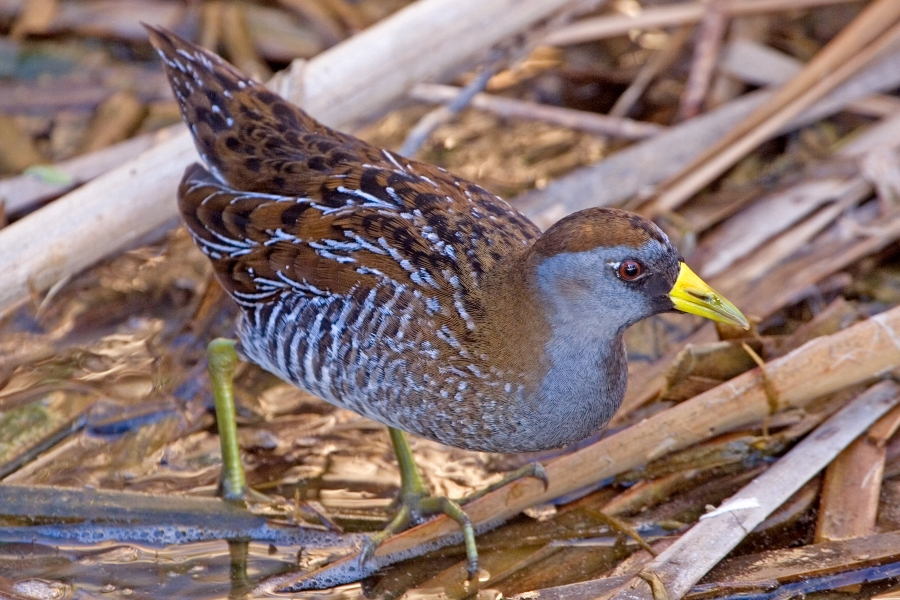

En adult karolinasumphöna är 18–21 cm lång. Likt de andra rallarna har den en kort trekantsformad stjärt som den ofta bär uppåt. Undersidan av stjärten är ofta ganska tydligt tvåfärgad med en varmbeige centralt parti och vita yttre kanter. Den adulta fågeln har en mörkbrun ovansida med svarta fläckar och fina vita streck på ryggen. Ansiktet och undersidan är blågrått och den är vattrad i svartvitt på kroppssidorna. Den har en kort, kraftig och gul näbb, och svart teckning mellan ögat och näbbroten, och ner på strupen. Könen är lika medan juvenila individer saknar de svarta markeringarna i ansiktet som är vitaktigt och de har ett rödbrunt bröst. 
Framförallt observeras den på grund av sina läten. Sången är en låg, ganska långsam vissling som stiger på slutet, "ku-vy". Denna vissling upprepas och kan höras långt, och har gett upphov till fågelns namn på engelska, Sora. Ett annat läte är en drill som påminner om smådoppingens läte.
Karolinasumphönan skiljer sig morfologiskt från sin europeiska släkting, småfläckig sumphöna (Porzana porzana), då den senare alltid har ljusa fläckar på bröstet, en streckad hjässa, istället för det mörka centrala hjässband som karolinasumphönan har, och de har olika vingteckning. Småfläckig sumphöna har fina vita tvärband på tertialerna medan karolinasumphöna har mörka tertialer med ljusa kanter. Deras läten skiljer sig också åt.

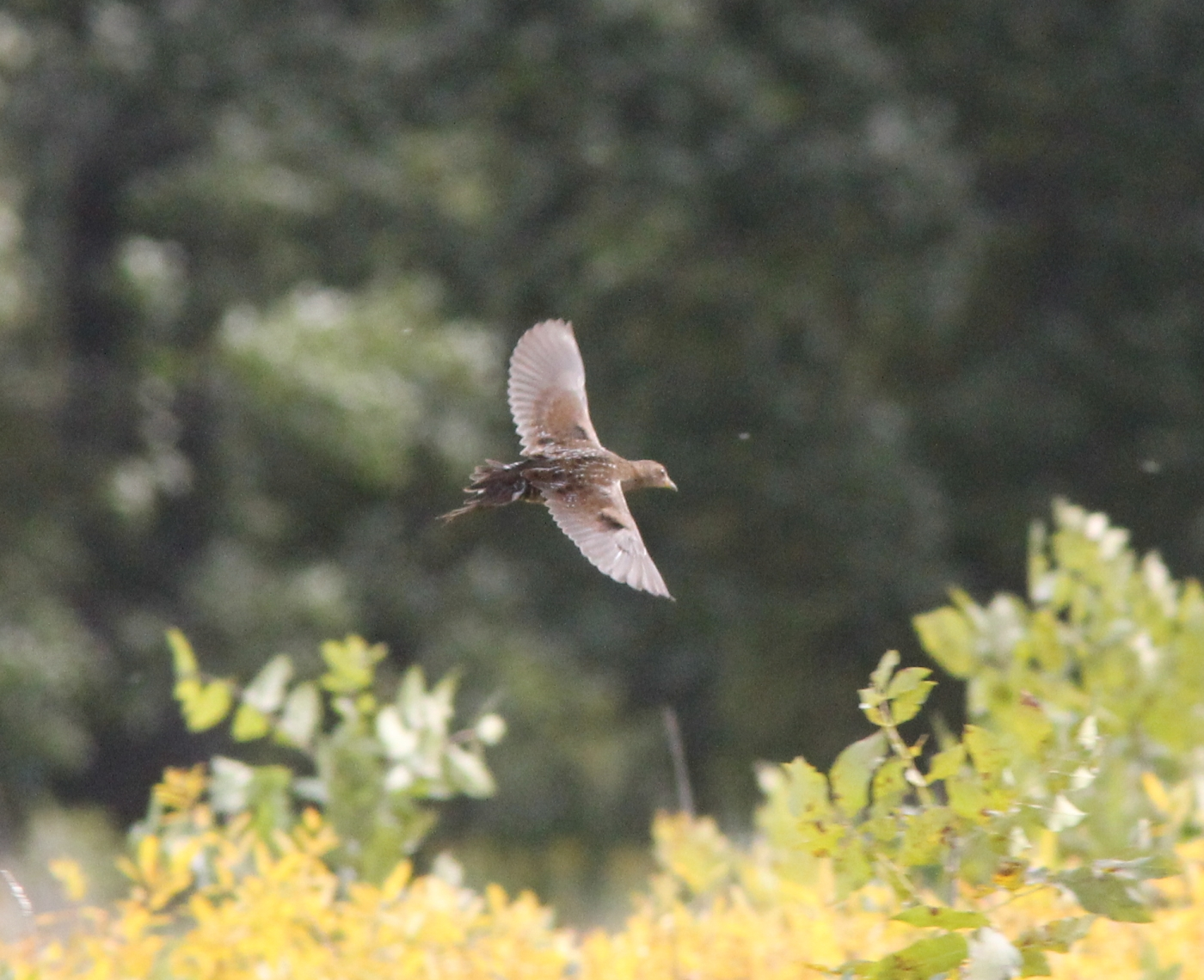
Karolinasumphöna i flykten.

## Utbredning

Karolinasumphönans utbredningsområde, där orange betecknar vistelse häckningstid, blått övervintringsområde och gult områden som passeras under flyttningen.

Karolinasumphöna är en flyttfågel som häckar i lämpliga biotoper över merparten av Nordamerika från södra Alaska till södra USA. Den övervintrar från södra USA till norra Sydamerika. Den är en ovanlig gäst i Västeuropa. I Sverige har karolinasumphöna påträffats endast tre gånger, senast i Kråkberg utanför Mora i Dalarna i juli 1987.

## Ekologi
Karolinasumphönans häckningsbiotop utgörs av våtmarker där de bygger sina bon väl dolt i den täta undre vegetationen. Honan lägger vanligtvis tio till tolv ägg, ibland så många som 18, i det skålformade boet byggt av växtdelar. Båda föräldrarna ruvar äggen och matar ungarna. Äggen kläcks inte samtidigt och ungarna lämnar snabbt boet. De kan flyga inom en månad efter kläckningen.
Karolinasumphönan födosöker både på land och i vattnet och den är en allätare som främst lever av frön, insekter och sniglar.

## Systematik
Karolinasumphönan är systerart till artparet småfläckig sumphöna (Porzana porzana) och australisk sumphöna (P. fluminea). Denna trio är närmast släkt med den sydamerikanska arten fläcksidig rörhöna (Porphyriops melanops). Alla är en del av en grupp där övriga rörhöns ingår (släktena Gallinula, Paragallinula och Tribonyx), men även sothönsen. Karolinasumphönan behandlas som monotypisk, det vill säga att den inte delas in i några underarter.

## Hot och status
Karolinasumphönsen är ganska vanliga och anses inte hotade. Trots en minskning av lämpliga häckningsbiotoper tros den istället öka i antal. Internationella naturvårdsunionen IUCN kategoriserar populationen som livskraftig (LC).

## Taxonomi och namn
Karolinasumphönan beskrevs för första gången som art av Carl von Linné 1758, som Rallus carolinus. Den har fått sitt namn av den brittiska kolonin Carolina-provinsen i Nordamerika.